# Società Anonima Meccanica Lombarda
La Società Anonima Meccanica Lombarda, alias SAML, fu costituita a Milano con capitale azionario di Lire 1.575.000 interamente versato con istrumento 18 aprile 1901 a rogito del Notaio Dott. Gerolamo Serina. Assunse l'esercizio per proprio conto esclusivo delle officine che costituivano il premiato stabilimento meccanico con fonderia in Monza, della cessata Ditta Alfredo Zopfi & C..
La Società sorse allo scopo di dare maggior sviluppo e perfezionamento alla costruzione di macchine per mulini, pastifici, laterizii, macchine da ghiaccio e refrigeranti, pompe ecc.,.
La Società Anonima Meccanica Lombarda aveva lo stabilimento a Monza e una succursale a Napoli in piazza Garibaldi n.12-13.
Nel 1913 iniziò la produzione di aeroplani da ricognizione modello Aviatik.
Il Consiglio di Amministrazione era così composto:
- Comm. Ettore Ponti, Senatore del Regno, Presidente[2]
- Comm. Prof. Giuseppe Colombo, Senatore del Regno, Vice Presidente
- Marchese Luigi Cuttica di Cassine, Consigliere
- Ing. Giovanni Canesi, Consigliere
- Ernesto Gussoni[3], Consigliere

Sindaci:
- Cav. Antonio Fossati
- Rag. Ausano Labadini
- Rag. Marcello Bozzi

Direzione:
- Ing. Teofilo Suter
- Cav. Carlo Siber Millot
- Eliseo Garavaglia

## Elenco dei 205 mulini citati nel catalogo 1908
|  | Società Anonima Meccanica Lombarda elenco dei 205 molini citati nel catalogo datato 29 dicembre 1908 |

### Italia settentrionale
Piemonte 19
- Torino Micheletta G.B
- Torino Molini Dura
- Settimo Torinese Roggeri & Porporati
- Venasca Bogetti & Ghisolfi
- Alessandria Calligaris F.
- Felizzano Molini di Collegno e Felizzano
- Novara Signorelli Pietro
- Vercelli Raynero Fratelli
- Verzuolo Fissore e Sandri
- Villafranca Bottero G.B
- Abbadia di Stura Torino Valente A.
- Bra Tarditi e Traversi
- Borgone Susa Furbatto Fratelli
- Pallanza Tacchini & Grignaschi
- Intra Scavini Antonio
- Novara Fratelli Gabbani
- Luserna San Giovanni Ing. Goss
- Asti Gariglio G.
- Piedimolera Manozza Serafino

Lombardia 38
- Bergamo Crippa Baertsch & C.
- Bergamo Zopfi & C.
- Bergamo Valsecchi Carlo
- Bergamo Muro Tarnutzer
- Bergamo Cernuschi Valentino
- Bergamo Buob Vittorio
- Bergamo Né fratelli
- Bergamo Panificio bergamasco
- Lecco Crippa Dionigi
- Milano Mosca fratelli
- Milano Romagnoni fratelli
- Milano Verga fratelli
- Monluè Milano Morelli Martina
- Bergamo Luigi Cernuschi
- Chiavenna Carlo Moro
- Turro Milano Sordelli Giovanni
- Lambrate Milano Gilberti Romolo
- Lambrate Milano Canti Antonio
- Lambrate Milano Fiocchi fratelli
- Lambrate Milano Bianchetti G.B.
- Saronno Canti & Biffi
- Saronno Canti Antonio
- Como Cantaluppi fratelli
- Monza Società di macinazione
- La Santa Monza Colombo Anselmo
- La Santa Monza Cazzaniga fratelli
- Carate Longoni Carlo
- Almenno San Salvatore Bergamo Società Cooperativa
- Rezzato Campostrini Ferdinando
- Brescia Ferrata & Vitali]
- Acquanegra Cremona Mancastroppa E.
- Nerviano Lombardi Pio
- Palazzolo sull'Oglio Loda fratelli
- Pontoglio Cavadini Alberto
- Paderno d'Adda Wittenbach Ferdinando
- Casalmaggiore Società Macinazione
- Cavatigozzi Cremona Giudice Delfiore
- Vimercate Fratelli Perego

Veneto 20
- Udine Muzzati Magistris & C.
- Spilimbergo Mongiat A.
- Vicenza Nenzi G.
- Treviso Stucky A.
- Padova Golfetto G.
- Verona Consolaro & C.
- Venezia Stucky G.
- Adria Finzi Emanuele
- Desenzano Luigi Bonomini
- Battaglia Castelletto & C.
- Parona sull'Adige Fratelli Cazzola & Giacomo Roan
- Tarcento Fadini A.
- Azzida San Pietro al Natisone Pussini Giuseppe & Andrea
- Coriano Veronese Brena Camillo
- Piove di Sacco Padova Guido Finzi
- Piove di Sacco Padova Sartori & Simonato
- Bagnarola Variola & Figli
- Debba Vicenza G. Roi
- Zimella Ingegnere Bertolaso
- Padova Cecconi & Fratello

Liguria 2
- Genova Semoleria Italiana
- La Spezia L. Merello

Emilia-Romagna 8
- Lugo Figna Giovanni
- Piacenza Rebora G.
- San Secondo Parmense Antonioli & C.
- Vico Fertile Parma Medioli Cav. Vincenzo
- Bologna Franco fratelli
- Bologna Molini della Filatura di Canapa
- Bologna Eredi Rosa
- Parma Chiari fratelli

### Italia centrale
Toscana e Umbria 5
- Firenze Spinelli Fratelli
- Livorno Corridi Gustavo
- Gualdo Tadino De Pretis Fratelli
- Massa Carrara Domenico Orsi
- Carrara Catalani & Mattioli

Lazio e Marche 13
- Roma Fugazza & C.
- Roma Società Molini al tevere
- Caprarola Roma Salvatori Serafino
- Montefiascone Angelo Frigo
- Roma Fratelli Franco
- Chiaravalle Molini & Pastificio Fontanella
- Pausola Butteri & Canestrari
- Pesaro Casa Albani
- Ascoli Piceno Luigi Merli
- Roma Molini & Pastificio Fontanella
- Passo di Treia Fraticelli & C.
- Roma Cecacci R.A.
- Grottammare Fraticelli & C.

### Italia Meridionale
Campania 35
- San Giovanni a Teduccio Olivieri Giovanni & C.
- San Giovanni a Teduccio Chioppetti Bernardo
- San Giovanni a Teduccio Chioppetti Jeandeau.
- San Giovanni a Teduccio Improya Giovanni & Figli
- San Giovanni a Teduccio Strani S. & C.
- San Giovanni a Teduccio Petriccioni Domenico & F.
- San Giovanni a Teduccio Carotenuto Cirio
- San Giovanni a Teduccio Assisi Francesco
- San Giovanni a Teduccio Soc. Molini & Pastifico Pantanella
- Nocera dei Pagani Angelo Gambardella & Figli
- Casoria De Luca fratelli
- Casoria Amato fratelli
- Secondigliano Barbato fratelli
- Nola Mercogliano Antonio
- Santa Maria a Vico Savinelli E. & C.
- Formia Petriccione Nicola
- Pozzuoli Petriccione Nicola
- Torre Annunziata Orsini & Rocco Lacapria
- Torre Annunziata Manzo Jennaro
- Torre Annunziata Foglia Manzillo Vincenzo
- Torre Annunziata Cirilo Francesco fu Angelo
- Torre Annunziata Dati Antonio
- Gragnano Garofalo Alfonso
- Gragnano Di Nola Alfonso
- Gragnano Garofalo fratelli
- Gragnano Dello Joio & Comp.
- Nocera Superiore Angrisani Achille
- Nocera Inferiore Gabola Isaia
- Scafati Passeggio E.
- Cava dei Tirreni Sprecher Ing. Andrea
- Salerno D'Amato Rinaldo
- Salerno Scaramella Domenico
- Larino Colagiovanni Ernesto
- Caserta Barducci & Figli
- Caserta Barducci Pilade

Puglie 29
- Monopoli Meo Evoli fratelli
- Monopoli Merigano fratelli
- Altamura Mininni Pietro & Figlio
- Bitonto Sallustio Cammarota & Zaza
- Palo del Colle Azzolini & Sallustio
- Canosa Fiore Nicola
- Canosa Carabellesi Patriar, Mongelli
- Terlizzi Raffaele Barile
- Bitonto Maria Silas Calò
- Ruvo Poli & Mogelli
- Ruvo Capursio, Cormio & Panunzio
- Molfetta Ciocia Pantaleo & C.
- Molfetta Pansini Poli Magrone & C.
- Molfetta Fratelli Gallo fu Vincenzo
- Molfetta Pansini Gallo
- Molfetta Allegretta Angelo
- Molfetta Spagnoletti Atanasio
- Bernalda Dell'Osso Domenico
- Mola di Bari Berardi, Raineri & C.
- Bari Cippone, Dragone & C.
- Cerignola Caprarello Giovanni
- Montenero Cav. N. Luciani
- Galatina Lecce Orazio Ippolito
- Bisceglie Messina P. & C.
- Corato Anelli S. & C.
- Toritto Marasca Giuseppe
- Grumo Appula Schippa Michele
- Barletta D. Azzolini & Figli
- Foggia V. Barducci & Figli

Sardegna 6
- Cagliari Merello Luigi
- Cagliari Costa fratelli
- Sassari Carlini G.B.
- Sassari Alessandrini Angelo
- Sassari Agnese avvocato G.B.
- Alghero Chiappa Stefano

Sicilia 22
- Messina Pulejo G.P.
- Messina Ainis G.
- Milazzo Lopresti Francesco & Figli
- Milazzo Marullo F. G.
- Milazzo Siracusa P.F.
- Catenanuova Consoli fratelli
- Acireale Rosario Samperi & Figli
- Catania Prinzi fratelli
- Agrigento Società Anonima "La Spiga"
- Lercara Anzallone S.
- Lercara Bongiovanni Giovanni
- Castelvetrano Saporito di Bella & C.
- Sciacca Petrecchi C. & C.
- Partanna Nastasi, Accardi & C.
- Palermo Pecoraino Filippo
- Palermo Todaro C. & Fratelli
- Palermo Battaglia Padovano Francesco
- Palermo Abbratozzato Francesco
- Villabate Troia Angelo
- Canicattì Di Caro
- Siracusa Fratelli Conigliaro
- Pietraperzia Giovanni Farinelli

### Estero
- Russia Taganrog Pantanella Tommaso ora Moscetti B. & C.
- Svizzera Chiasso Chiesa Benigno
- Cile Valparaíso Geuter & C.
- Cile Valparaíso Carozzi & C.
- Austria Rovereto ora Italia Costa F.
- Istria Rovigno ora Croazia Quarantotto G. A.
- Francia Mentone Societè de la Minoterie des Alpes Maritimes
- Grecia Corfù F. D'Alieto

## Riconversione industriale bellica

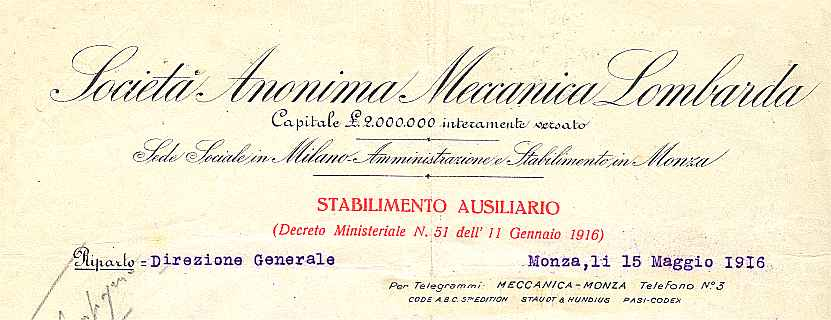
Società Anonima Meccanica Lombarda carta intestata 1916

Durante la prima guerra mondiale la produzione fu orientata sulla costruzione di velivoli per la Regia Aeronautica
Fin dal 1913 la SAML ebbe la licenza per costruire velivoli da ricognizione.
Con Decreto Ministeriale n.51 dell'11 gennaio 1916 fu dichiarato Stabilimento Ausiliario (per la produzione bellica). Si pensa che lo stabilimento fosse stato l'obiettivo militare principale del bormbardamento aereo su Monza del 14.2.1916, avvenuto con velivoli Aviatik, che fece due vittime in San Biagio
Il Capitale Sociale risultava allora essere di 2.000.000 di Lire, solo un terzo in più rispetto a quello iniziale del 1901.

## Tra le due Guerre mondiali

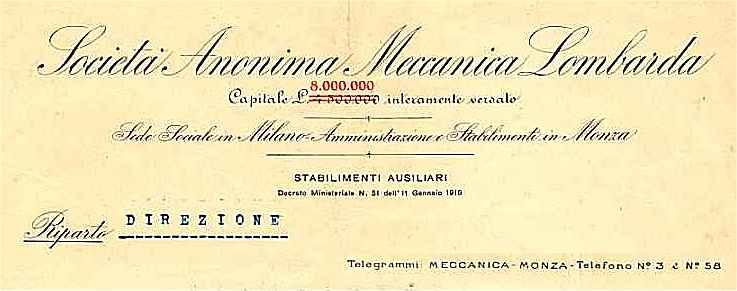
Società Anonima Meccanica Lombarda carta intestata 1920.

Già nel gennaio del 1920 il Capitale interamente versato risultava essere stato aumentato dai precedenti 4.500.000 di Lire a 8.000.000 di Lire.
Sempre nel 1920 venne incorporata dalla Officine Meccaniche Reggiane.
In soli quattro anni il Capitale Sociale fu quadruplicato grazie alla produzione bellica mentre in sedici anni di produzione di pace - molini e affini - era stato incrementato solo di un terzo.
La Sede Sociale era sempre a Milano mentre l'Amministrazione e gli stabilimenti restavano a Monza in via Marsala n. 9, angolo via Agnesi: telegrammi Meccanica - Monza - Telefono n°3 e n°58.

## Bibliografia

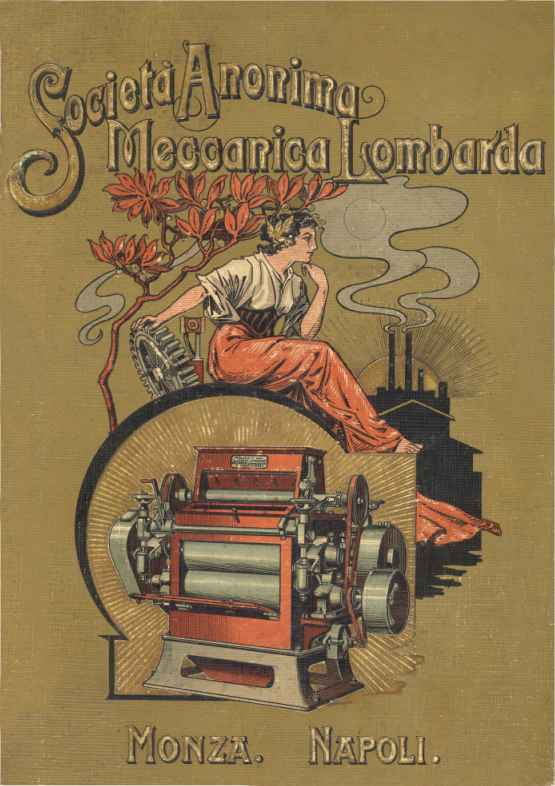
Società Anonima Meccanica Lombarda (catalogo 1908).